# Mont Bélair
El Mont Bélair és una muntanya de 485 metres de la regió del Quebec (Canadà). El Mont Bélair és un lloc molt popular per a realitzar activitats a l'aire lliure. Durant l'any, el cim ofereix vistes panoràmiques des d'on es pot veure la ciutat de Quebec, i part del camí per ascendir-hi utilitza antigues vies de fusta de tren. A la tardor, queda decorat amb els color del bosc boreal. A l'hivern, entre les activitats que s'hi realitzen hi trobem l'esquí de fons, caminades amb neu, etc. Durant les èpoques amb temperatures més altes, es poden usar piscines, pistes de voleibol i futbol, pistes de jo (?¿), camins per a senderisme i zones d'acampada.
El 2001, es va instal·lar un telescopi al parc, convertint-se en el primer i únic observatori de la Ciutat de Quebec, i els membres del club organitzen periòdicament sessions d'observació obertes al públic.